# Gongsun Yuan
En aquest nom xinès, el cognom és Gongsun.
Gongsun Yuan (mort el 238 EC), nom estilitzat Wenyi (文懿), va ser un senyor de la guerra i un vassall de l'estat de Cao Wei durant el període dels Tres Regnes de la història xinesa.

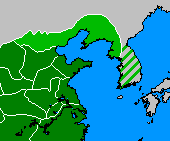
Territori dels Gongsun a la fi del període Han

## Biografia
Gongsun Yuan era fill del senyor de la guerra de la Dinastia Han Gongsun Kang, que controlava Liaodong, Xuantu, Lelang i Daifang comandàncies. Després de la mort de Kang, el seu germà Gong va agafar el lloc en 221, però va posar de manifest la seva incapacitat per governar. En el 228, Yuan li va prendre el control dels territoris del seu oncle Yuan.
Tot i que Gongsun Yuan era nominalment un vassall de l'estat de Cao Wei, ell va considerar el canvi de lleialtat cap al rival de Cao Wei, Wu Oriental. Yuan va considerar de canviar-se de bàndol a Wu, fins que va cedir sota la pressió de l'emperador Ming de Wei. Yuan assassinà delegats de Wu, però alguns d'ells van fugir a Goguryeo, que patia de la constant pressió de la família Gongsun. Llavors Wu es va aliar amb Goguryeo per llançar un atac pinça contra Yuan.
Tenint una sensació de crisi, l'emperador Ming va decidir enderrocar la família Gongsun. El 237, va enviar a Wuqiu Jian, i les tropes de Wuhuan i Xianbei, però la campanya ha estat cancel·lada a causa de les inundacions. Gongsun Yuan es va proclamar com el rei de Yan (燕) i va concloure l'aliança amb Wu. L'any següent, Sima Yi i Wuqui Jian ataquen Liaodong de nou. Com a resultat de la campanya, Gongsun Yuan va ser assassinat i la família Gongsun va ser exterminada. El Regne de Wei conquerí Liaodong i part de Corea del nord-oest.